# Podizač napona
Podizač napona (engl. Boost converter, bust konvertor, podizač napona) je DC-DC konvertor snage kod kojeg je vrijednost izlaznog napona veća nego vrijednost ulaznog napona. Podizač napona je SMPS klase (engl. switched-mode power supply) koji se sastoji od najmanje dvije poluprovodničke komponente (diode i tranzistora), barem jednog izvora energije, kondezatora, kalema (ili njihova kombinacija). Filtri napravljeni od kondezatora (ponekad u kombinaciji sa kalemom) se obično dodaju izlazu konvertora sa ciljem da se smanje oscilacije napona.
Izvor napajanja za podizač napona može biti bilo koji DC izvor energije, poput baterije, solarnog panela, DC generatora. Podizač napona je DC-DC konvertor (vrši konverziju jednog DC napona u drugi) kojem je izlazni napon veći od ulaznog napona. Kako snaga (P= V*I) mora biti jednaka, neophodno je da je izlazna struja niža od ulazne struje.

## Primjeri
Kako bi se postigao viši napon, često se u nizu veže više baterija. Međutim, usled nedostatka prostora to nekad nije izvodljivo, pa se može koristiti podizač napona. Primjeri gdje se kao izvori energije koriste baterije u kombinaciji sa podizačem napona su hibridna električna vozila (HEV) i sistemi rasvjete. Na primjer, NHW20 model Toyota Prius HEV koristi motor voltaže 500 V. Ukoliko se ne bi koristio bust konvertor Prius bi koristi gotovo 417 ćelija za napajanje motora. Međutim, Prius zapravo koristi samo 168 ćelija i bust konvertor napona sa 202 V na 500 V. Sistemi svetlećih LED tipično zahtijevaju 3,3 V da bi emitovali svjetlost, pri čemu bust konvertor obično služi za pojačanje napona od 1,5 V.
Podizač napona se koristi kao mehanizam povećanja napona u kolu poznatom kao „Džulov lopov“ (engl. Joule thief). Ovo kolo se koristi sa baterijama male snage, a usmjereno je na sposobnosti bust konvertora da „ukrade“ preostalu energiju u bateriji. Ova energija bi inače bila nepotrebna, jer nizak napon gotovo iztrošenu bateriju čini neupotrebljivom za normalno korišćenje, jer mnogi sistemi ne dozvoljavaju proticanje dovoljne struje ukoliko napon opada.
Snaga ({\displaystyle P=V^{2}/R}), ukoliko R teži konstanti, značajno slabi sa slabljenjem napona.

## Analiza strujnog kola

### Operativni principi
Ključni princip kod bust konvertora je sposobnost kalema da se odupre promjenama u strujnom kolu. Kod bust konvertora, izlazni napon je uvijek veći od ulaznog. Šema bust konvertora je prikazana na slici 1.
(a) kada je prekidač zatvoren, struja teče kroz kalem u smjeru kazaljke na satu i kalem čuva energiju. Lijeva strana kalema je na većem potencijalu od desne.
(b) kada je prekidač otvoren, struja će biti smanjena pošto je otpor veći. Dakle, kalem će se suprotstaviti promjeni ili smanjenju struje. Tako će polaritet biti obrnut (znači na lijevoj strani kalema polaritet će tada biti negativan). Rezultat toga, dva izvora u seriji će izazvati veći napon za punjenje kalema kroz diodu .
Ako se stanje prekidača mijenja dovoljno brzo, kalem se neće u potpunosti isprazniti između dvije faze punjenja, i napon na potrošaču će uvijek biti veći napon od ulaznog kada je prekidač otvoren. Takođe dok je prekidač otvoren, kondezator, koji je paralelan sa potrošačem, se puni strujom koja nastaje kao kombinacija struje kroz diodu i potrosač. Kada se prekidač zatvori kondezator obezbijeđuje napon i energiju za potrošača. Za to vrijeme dioda sprečava pražnjenje kondezatora preko prekidača. Otvaranje prekidača svakako mora biti dovoljno brzo kako bi sprečilo veliko pražnjenje kondenzatora.
Osnovni princip bust konvertora se sastoji od dva različita stanja (vidi sliku 2):
- -položaj: prekidač S (vidi sliku 1) je zatvoren, što je rezultat trenutnim povećanjem struje u kalemu
- –položaj: prekidač je otvoren, pri čemu struja kalema može jedino da protiče kroz diodu D, kondezator C i otpornik R, što rezultuje prenosom energije akumulirane za vrijeme ON-položaja u kondezatoru.

Ulazna struja je ista kao struja kalema koja se može vidjeti na slici 2.

#### Neprekidni mod
Kada bust konvertor radi u neprekidnom modu, struja kroz kalem l nikada ne pada na nulu. Slika 3 prikazuje tipične oblike struje i napona u konvertoru u ovom modu. Izlazni napon se može izračunati na sljedeći način: u slučaju idealnog konvertora, tj. korišćenjem komponenti sa idealnim karakteristikama, koje rade u stabilnim uslovima.
Tokom ON-položaja, prekidač S je zatvoren, što čini da ulazni napon je napon na kalemu, što izaziva promjene u struji (Il) koja teče kroz kalem za vremenski period (t), a izračunava se preko formule:
{\displaystyle {\frac {\Delta I_{L}}{\Delta t}}={\frac {V_{i}}{L}}}
Na kraju ON-položaja, povećanje l je:
{\displaystyle \Delta I_{L_{On}}={\frac {1}{L}}\int _{0}^{DT}V_{i}dt={\frac {DT}{L}}V_{i}}
D je obavezni ciklus, koji predstavlja dio periode T za koji je prekidač zatvoren. Stoga se D kreće u rasponu od 0 (prekidač stalno otvoren) i 1 (prekidač stalno zatvoren).
Tokom OFF položaja, prekidač S je otvoren, tako da struja kalema protiče kroz potrošač. Ukoliko zanemarimo pad napona u diodi, i ukoliko koristimo kondezator dovoljno velikog kapaciteta da njegov napon ostane konstantan, promjena Il iznosi:
{\displaystyle V_{i}-V_{o}=L{\frac {dI_{L}}{dt}}}
Stoga varijacija Il za vrijeme OFF perioda je: 
{\displaystyle \Delta I_{L_{Off}}=\int _{DT}^{T}{\frac {\left(V_{i}-V_{o}\right)dt}{L}}={\frac {\left(V_{i}-V_{o}\right)\left(1-D\right)T}{L}}}
Ukoliko pretpostavimo da konvertor radi u stacionarnom položaju, količina energije u svakoj od njegovih komponenti mora biti ista na početku i na kraju ciklusa promjene stanja prekidača. Konkretno, energija uskladištena u kalemu je data sa:
{\displaystyle E={\frac {1}{2}}LI_{L}^{2}}
Prema tome, struja u kalemu mora da bude ista na početku i na kraju ciklusa promjene stanja prekidača. To znači da ukupna promjene struje je nula:
{\displaystyle \Delta I_{L_{On}}+\Delta I_{L_{Off}}=0}v
Zamjenom {\displaystyle \Delta I_{L_{On}}} i {\displaystyle \Delta I_{L_{Off}}} u izrazima 
{\displaystyle \Delta I_{L_{On}}+\Delta I_{L_{Off}}={\frac {V_{i}DT}{L}}+{\frac {\left(V_{i}-V_{o}\right)\left(1-D\right)T}{L}}=0}
Što može biti napisano
{\displaystyle {\frac {V_{o}}{V_{i}}}={\frac {1}{1-D}}}
Odakle proističe:
{\displaystyle D={1-{\frac {V_{i}}{V_{o}}}}}
Gornji izraz pokazuje da je izlazni napon uvijek veći od ulaznog napona (kako obavezni ciklus se kreće od 0 do 1), da se povećava sa D, teoretski do beskonačnosti kad se D približava 1. Zato se ovaj pretvarač ponekad naziva i „step-up“ konvertor.

#### Isprekidani mod
Ako je amplituda struje previsoka, kalem može biti potpuno ispražnjen prije isteka ciklusa promjene stanja prekidača. Ovo se obično dešava prilikom malih opterećenja. U tom slučaju, struja kroz kalem u jednom djelu perioda padne na nulu (vidi talasne oblike na slici br.4). Iako mala, razlika ima jak uticaj na vrijednost izlaznog napona. Može se izračunatina slijedeći način.
Kada je vrijednost struje kalema na početku ciklusa nula, njena maksimalna vrijednost je: {\displaystyle I_{L_{Max}}} (za t=DT ) je
{\displaystyle I_{L_{Max}}={\frac {V_{i}DT}{L}}}
Za vrijeme off-perioda, IL pada na nulu poslije {\displaystyle \delta T}
{\displaystyle I_{L_{Max}}+{\frac {\left(V_{i}-V_{o}\right)\delta T}{L}}=0}
Koristeći dvije prethodne jednačine, δ je:
{\displaystyle \delta ={\frac {V_{i}D}{V_{o}-V_{i}}}}
Struja potrošača  je jednaka srednjoj struji diode. Kao što se može vidjeti na slici br. 4, struja u diodi je jednaka struji kalema za vrijeme off-faze. Zato se izlazna struja može napisati kao:
{\displaystyle I_{o}={\bar {I_{D}}}={\frac {I_{L_{max}}}{2}}\delta }
Zamjenom  i δ sa njihovom odgovarajućim izrazima:
{\displaystyle I_{o}={\frac {V_{i}DT}{2L}}\cdot {\frac {V_{i}D}{V_{o}-V_{i}}}={\frac {V_{i}^{2}D^{2}T}{2L\left(V_{o}-V_{i}\right)}}}
Dakle, povećanje izlaznog napona se može napisati na slijedeći način:
{\displaystyle {\frac {V_{o}}{V_{i}}}=1+{\frac {V_{i}D^{2}T}{2LI_{o}}}}
U odnosu na izraz izlaznog napona za neprekidni mod, ovaj izraz je mnogo komplikovaniji. Osim toga, u isprekidanom modu povećanje izlaznog napona ne zavisi samo od obaveznog ciklusa, već i od vrijednosti kalema, ulaznog napona, promjene frekvencije , I izlazne struje.

## Literatura
- Mohan, Ned; Undeland, Tore M.; , Robbins, William P. (2003). Power Electronics. Hoboken: John Wiley & Sons, Inc.  0-471-42908-2.
- Basso, Christophe (2008). Switch Mode Power Supplies: SPICE Simulations and Practical Designs. New-York: McGraw-Hill.  0-07-150858-9.
- Dokić, Branko L. (2007). Energetska elektronika - pretvarači i regulatori. Beograd/Banja Luka: Akademska misao/Elektrotehnički fakultet.